# Енгелберт I (Цигенхайн)
Енгелберт I фон Цигенхайн (на немски: Engelbert I von Ziegenhain; * пр. 1270; † 1329) от графската фамилия Цигенхайн е от най-късно 1294 г. граф на Цигенхайн и Нида.
Той е син на граф Лудвиг II фон Цигенхайн и Нида († сл. 1289) и съпругата му София фон Марк, дъщеря на граф Енгелберт I фон Марк († 1277) и първата му съпруга Кунигунда фон Близкастел. Внук е на граф Готфрид IV фон Цигенхайн и Нида († 1250) и на Лукардис (Луитгард) фон Дюрн. По-малкият му брат Готфрид († 1313) става каноник в Майнц.
Енгелберт I се нарича „граф фон Цигенхайн, господар на Нида“. На 10 март 1294 г. граф Енгелберт I продава за 2200 марки кьолнски пфенигеград замък и град Нойщат на архиепископа на Майнц Герхард. 

## Фамилия
Енгелберт I се жени 1286 г. за Хайлвиг фон Изенбург-Бюдинген (* ок. 1286; † 1336), дъщеря на Лудвиг фон Изенбург-Клееберг († 1304) и Хайлвиг фон Тюбинген-Гисен († 1294). Те имат една дъщеря:
- Лукардис (Луитгард) фон Цигенхайн-Нида (1291 – 1333), наследничка, омъжена 1311 г. за граф Йохан I фон Цигенхайн († 1359)